# Наугорский
Наугорский — посёлок в Урицком районе Орловской области России.
Входит в состав Котовского сельского поселения.

## География
Расположен восточнее деревни Малое Сотниково, от которого Наугорский отделяет речка, впадающая в реку Мезенка. Из посёлка в Малое Сотниково проходит просёлочная дорога.
В посёлке имеется одна улица — Наугорская.

## Население
| 2010 |
| ---- |
| 0    |